# شست‌ها
«شست‌ها» (انگلیسی: Thumbs) ترانه‌ای از خواننده آمریکایی، سابرینا کارپنتر از دومین آلبوم استودیویی او به نام تکامل (۲۰۱۶) و سومین قطعهٔ این آلبوم است. متن ترانه توسط مانی لانگ و استیو مک نوشته شده است. ابتدا در ۷ اکتبر ۲۰۱۶، یک هفته پیش از انتشار آلبوم، به عنوان سومین تک‌آهنگ تبلیغاتی آلبوم منتشر شد. سپس در ۳ ژانویه ۲۰۱۷ به عنوان دومین تک‌آهنگ آلبوم منتشر شد. «شست‌ها» یک ترانهٔ الکتروپاپ پرانرژی است که عناصری از هاوس و پاپ در آن به کار رفته است.